# سفارت دانمارک در پراگ
سفارت دانمارک در پراگ (به لاتین: Embassy of Denmark) یک سفارت در جمهوری چک است که در پراگ واقع شده‌است.